# 足立区立舎人第一小学校
足立区立舎人第一小学校（あだちくりつ とねりだいいちしょうがっこう）は、東京都足立区舎人6丁目にある公立小学校。

## 沿革
- 1984年（昭和59年）1月23日 - 足立区は、足立区舎人町2092-1他4筆の「順天学園運動場」跡地9469㎡を校地として取得。
- 1985年（昭和60年）4月 - 校舎建築工事着工。
- 1986年（昭和61年）
  - 2月1日 - 青柳榮一が初代校長に就任し、舎人小（母校）で執務。
  - 4月1日 - 開校。教職員20名、学校勤務職員3名。また、入谷南中を併設。
  - 4月7日 - 始業式と第1回入学式挙行。開校時点の児童数424名、学級数13。
  - 11月15日 - 開校記念式典挙行し、祝賀会開催。
- 1990年（平成2年）8月9日 - 入谷南中学校が新校舎に移転。
- 1991年（平成3年）
  - 7月22日 - 校舎リニューアル工事と校庭改修工事開始。
  - 12月24日 - プール底上げ工事開始。
- 1994年（平成6年）2月21日 - 浄化槽撤去工事開始。
- 1995年（平成7年）
  - 5月1日 - 十周年記念植樹。
  - 11月18日 - 十周年式典挙行し、祝賀会開催。
- 1998年（平成10年）4月1日 - 東京都青少年赤十字活動加盟校。
- 2000年（平成12年）11月15日 - 十五周年記念集会開催。
- 2003年（平成15年）4月1日 - 少人数指導（算数科）導入。
- 2005年（平成17年）
  - 4月1日 - 少人数指導（理科）導入。
  - 10月29日 - 二十周年記念式典挙行。
- 2010年（平成22年）10月23日 - 二十五周年記念集会開催。
- 2011年（平成23年）7月9日 - 舎人橋・砂子橋完成お祝い集会開催。

## 児童数
2023年（令和5年）4月1日時点
| 学年 | 1年 | 2年 | 3年 | 4年 | 5年 | 6年 | 特別支援 | 合計 |
| ---- | --- | --- | --- | --- | --- | --- | -------- | ---- |
| 学級 | 3   | 3   | 3   | 3   | 3   | 2   | -        | 17   |
| 児童 | 91  | 80  | 84  | 80  | 83  | 78  | -        | 496  |

## 周辺
- 舎人空手道教室 - 同一建物内
- 足立区立舎人町公園 - 足立区道をはさんで、敷地が隣接。
- 足立区立舎人いきいき公園
- 都営舎人町アパート（学校に最も近いのは18号棟となる）
- 毛無川
- 見沼代親水公園

## 交通アクセス
- 国際興業バス
  - 「赤26」で、終点「舎人団地」停留所下車、徒歩約235m・約4分。
  - 「西11」系統で、「舎人団地東」停留所より、
    - 「見沼代親水公園駅」方面行1番のりばから、徒歩約230m・約4分。
    - 「西新井駅」方面行2番のりばから、徒歩約195m・約3分。
- 国際バス「川04」系統で、「舎人団地」停留所下車後、徒歩約220m・約3～4分。
- 東武バス「竹03」・「竹07」の各系統で、「見沼代親水公園駅」停留所から、徒歩約550m・約7分。
- 東京都交通局日暮里・舎人ライナー見沼代親水公園駅より、
  - 駅西口から、徒歩約610m・約10分。
  - 上述の国際興業バス「西11」に乗車し、「舎人団地東」停留所下車後、徒歩。
- 東武鉄道伊勢崎線（東武スカイツリーライン）
  - 竹ノ塚駅（西口）より、上述の東武バスに乗車し、「見沼代親水公園駅」停留所下車後、徒歩。
  - 西新井駅（西口）より、上述の国際興業バスに乗車し、「舎人団地東」停留所下車後、徒歩。